# Les cròniques marcianes
Les cròniques marcianes (The Martian Chronicles, títol original en anglès) és un llibre de relats de l'escriptor estatunidenc Ray Bradbury. Els relats manquen d'un fil argumental fix, però la referència contextual i temporal és la mateixa en tots aquests. Narra l'arribada a Mart i la colonització del planeta per part dels humans, que provoca la caiguda de la civilització marciana i l'extinció dels marcians.
Publicat el 1945, Les cròniques marcianes (reconegut al costat de Fahrenheit 451 com un dels millors llibres de Bradbury), abunda en descripcions poètiques i malenconioses de Mart i els marcians, i de la societat nord-americana de l'època. Si bé el llibre es titula Les cròniques marcianes, s'hi tracten temes perennes de tota la humanitat: la guerra i l'impuls autodestructiu de l'ésser humà, el racisme, tant cap als marcians (Fora de temporada) com cap a les altres persones (Un camí a través de l'aire), i la petitesa de l'individu davant la natura i l'univers (Els homes de la Terra, Vindran pluges suaus).
El llibre va ser traduït al català per Quim Monzó, a la col·lecció Clàssics Moderns.